# Forges (Seine-et-Marne)
Pour les articles homonymes, voir Forges.
Forges est une commune française située dans le département de Seine-et-Marne en région Île-de-France.

## Géographie

### Localisation
Situé dans la petite région agricole de la Brie Humide.
La commune est située à environ 6 km par la route au nord de Montereau-Fault-Yonne,.

### Communes limitrophes
| Valence-en-Brie    | Échouboulains         | Laval-en-Brie       |
|                    | Forges                |                     |
| La Grande-Paroisse | Montereau-Fault-Yonne | Saint-Germain-Laval |

### Géologie et relief
L'altitude de la commune varie de 97 mètres à 123 mètres pour le point le plus haut, le centre du bourg se situant à environ 117 mètres d'altitude (mairie). Elle est classée en zone de sismicité 1, correspondant à une sismicité très faible.

### Hydrographie

#### Réseau hydrographique

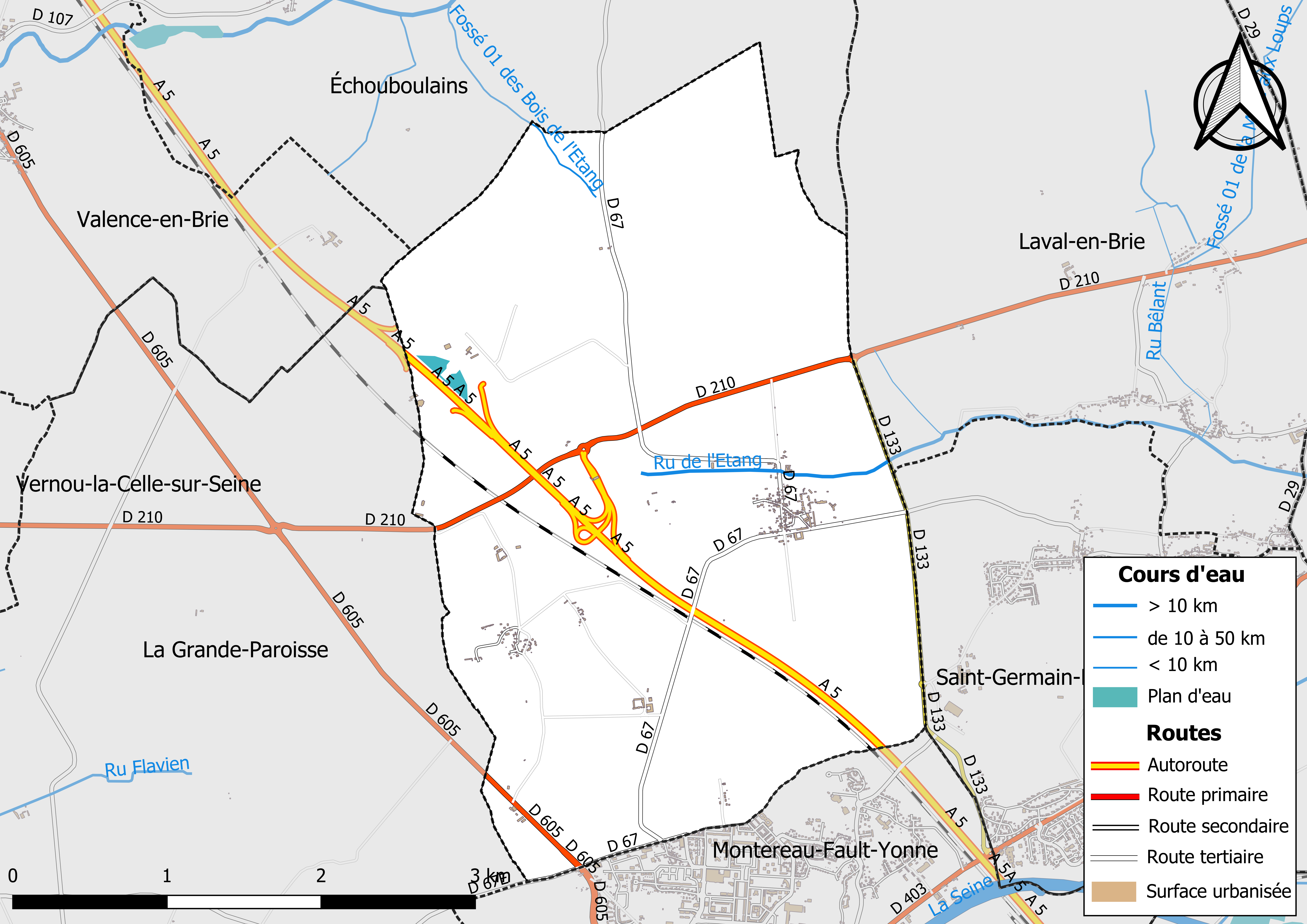
Carte des réseaux hydrographique et routier de Forges.

Le réseau hydrographique de la commune se compose de deux cours d'eau référencés :
- le ru de l'Étang, 10,11 km[4], qui conflue avec un bras de la Seine ;
- le fossé 01 des Bois de l'Etang, 1,67 km[5], affluent du ru de la Vallée Javot.

Par ailleurs, son territoire est également traversé par l’aqueduc de la Voulzie.
La longueur totale des cours d'eau sur la commune est de 5,72 km

#### Gestion des cours d'eau
Afin d’atteindre le bon état des eaux imposé par la Directive-cadre sur l'eau du 23 octobre 2000, plusieurs outils de gestion intégrée s’articulent à différentes échelles : le SDAGE, à l’échelle du bassin hydrographique, et le SAGE, à l’échelle locale. Ce dernier fixe les objectifs généraux d’utilisation, de mise en valeur et de protection quantitative et qualitative des ressources en eau superficielle et souterraine. Le département de Seine-et-Marne est couvert par six SAGE, au sein du bassin Seine-Normandie.
La commune fait partie du SAGE « Bassée Voulzie », en cours d'élaboration en décembre 2020. Le territoire de ce SAGE concerne 144 communes dont 73 en Seine-et-Marne, 50 dans l'Aube, 15 dans la Marne et 6 dans l'Yonne, pour une superficie de 1 710 km2,. Le pilotage et l’animation du SAGE sont assurés par Syndicat Mixte Ouvert de l’eau potable, de l’assainissement collectif, de l’assainissement non collectif, des milieux aquatiques et de la démoustication (SDDEA), qualifié de « structure porteuse ».

### Climat
Pour des articles plus généraux, voir Climat de l'Île-de-France et Climat de Seine-et-Marne.
En 2010, le climat de la commune est de type climat océanique dégradé des plaines du Centre et du Nord, selon une étude du CNRS s'appuyant sur une série de données couvrant la période 1971-2000. En 2020, Météo-France publie une typologie des climats de la France métropolitaine dans laquelle la commune est exposée à un climat océanique altéré et est dans la région climatique Nord-est du bassin Parisien, caractérisée par un ensoleillement médiocre, une pluviométrie moyenne régulièrement répartie au cours de l’année et un hiver froid (3 °C).
Pour la période 1971-2000, la température annuelle moyenne est de 10,9 °C, avec une amplitude thermique annuelle de 15,6 °C. Le cumul annuel moyen de précipitations est de 713 mm, avec 11,1 jours de précipitations en janvier et 7,5 jours en juillet. Pour la période 1991-2020, la température moyenne annuelle observée sur la station météorologique la plus proche, située sur la commune de La Brosse-Montceaux à 10 km à vol d'oiseau, est de 12,0 °C et le cumul annuel moyen de précipitations est de 652,9 mm,. Pour l'avenir, les paramètres climatiques de la commune estimés pour 2050 selon différents scénarios d'émission de gaz à effet de serre sont consultables sur un site dédié publié par Météo-France en novembre 2022.

### Milieux naturels et biodiversité

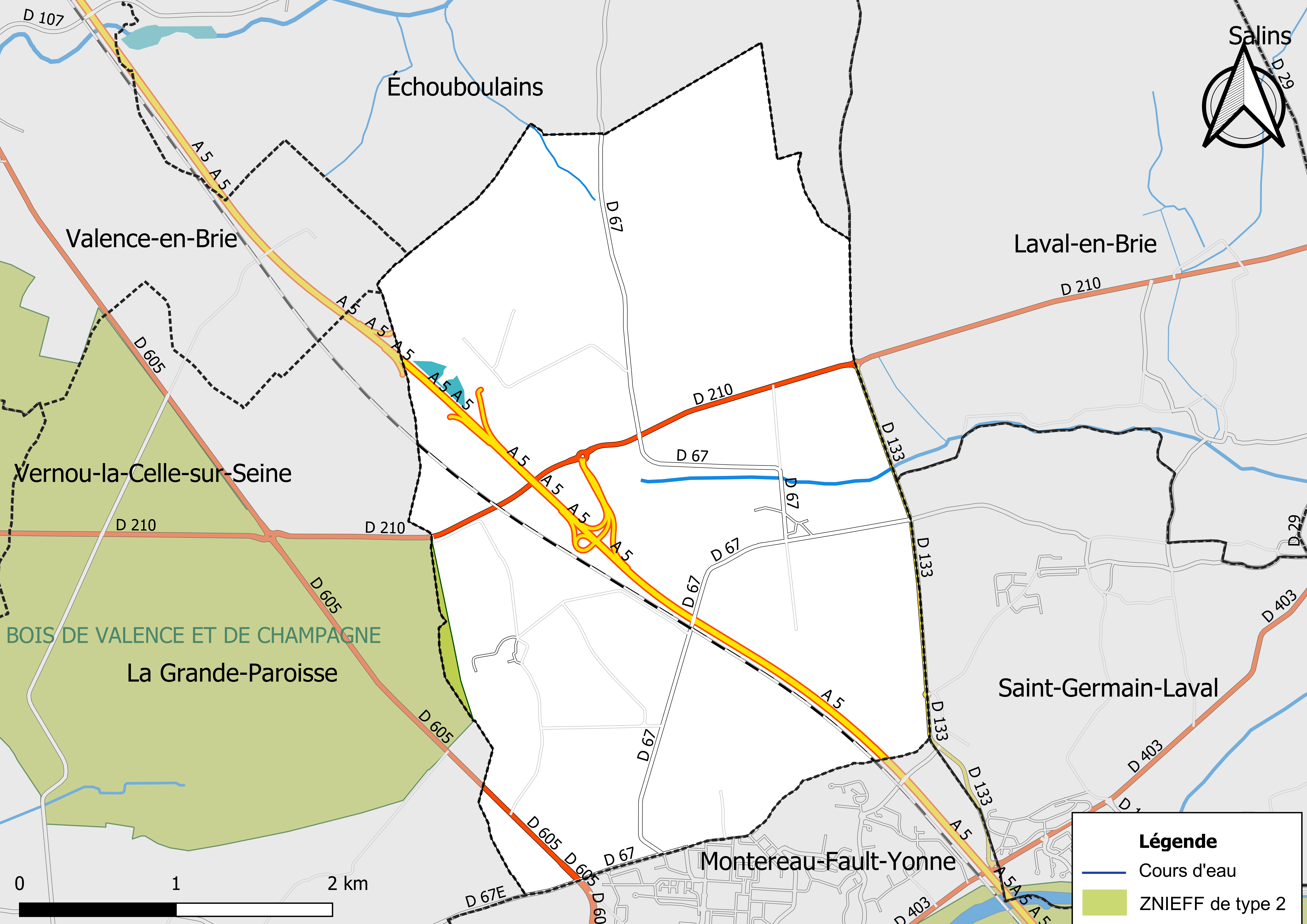
Carte des ZNIEFF de type 2 localisées sur la commune.

L’inventaire des zones naturelles d'intérêt écologique, faunistique et floristique (ZNIEFF) a pour objectif de réaliser une couverture des zones les plus intéressantes sur le plan écologique, essentiellement dans la perspective d’améliorer la connaissance du patrimoine naturel national et de fournir aux différents décideurs un outil d’aide à la prise en compte de l’environnement dans l’aménagement du territoire.
Le territoire communal de Forges comprend une ZNIEFF de type 2,,, 
les « Bois de Valence et de Champagne » (3 706,85 ha), couvrant 9 communes du département.

## Urbanisme

### Typologie
Au 1er janvier 2024, Forges est catégorisée commune rurale à habitat dispersé, selon la nouvelle grille communale de densité à sept niveaux définie par l'Insee en 2022.
Elle est située hors unité urbaine. Par ailleurs la commune fait partie de l'aire d'attraction de Paris, dont elle est une commune de la couronne,. Cette aire regroupe 1 929 communes,.

### Lieux-dits et écarts
La commune compte 33 lieux-dits administratifs répertoriés consultables ici (source : le fichier Fantoir).

### Occupation des sols
L'occupation des sols de la commune, telle qu'elle ressort de la base de données européenne d’occupation biophysique des sols Corine Land Cover (CLC), est marquée par l'importance des forêts et milieux semi-naturels (46,2 % en 2018), une proportion identique à celle de 1990 (46,2 %). La répartition détaillée en 2018 est la suivante : 
forêts (46,2% ), terres arables (46,1% ), zones industrielles ou commerciales et réseaux de communication (5,2% ), zones urbanisées (2,5 %).
Parallèlement, L'Institut Paris Région, agence d'urbanisme de la région Île-de-France, a mis en place un inventaire numérique de l'occupation du sol de l'Île-de-France, dénommé le MOS (Mode d'occupation du sol), actualisé régulièrement depuis sa première édition en 1982. Réalisé à partir de photos aériennes, le Mos distingue les espaces naturels, agricoles et forestiers mais aussi les espaces urbains (habitat, infrastructures, équipements, activités économiques, etc.) selon une classification pouvant aller jusqu'à 81 postes, différente de celle de Corine Land Cover,,. L'Institut met également à disposition des outils permettant de visualiser par photo aérienne l'évolution de l'occupation des sols de la commune entre 1949 et 2018.

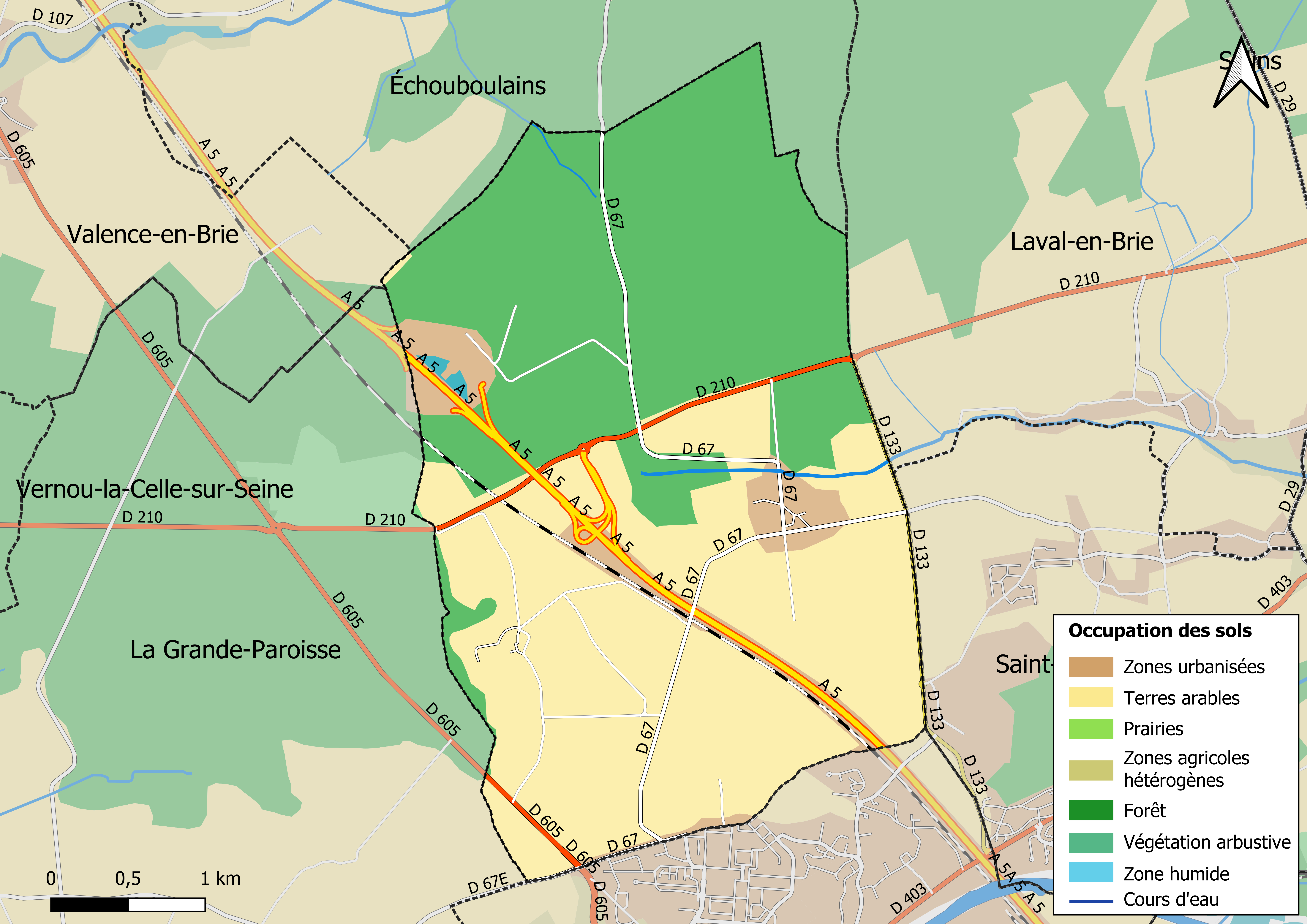
Carte des infrastructures et de l'occupation des sols en 2018 (CLC) de la commune.
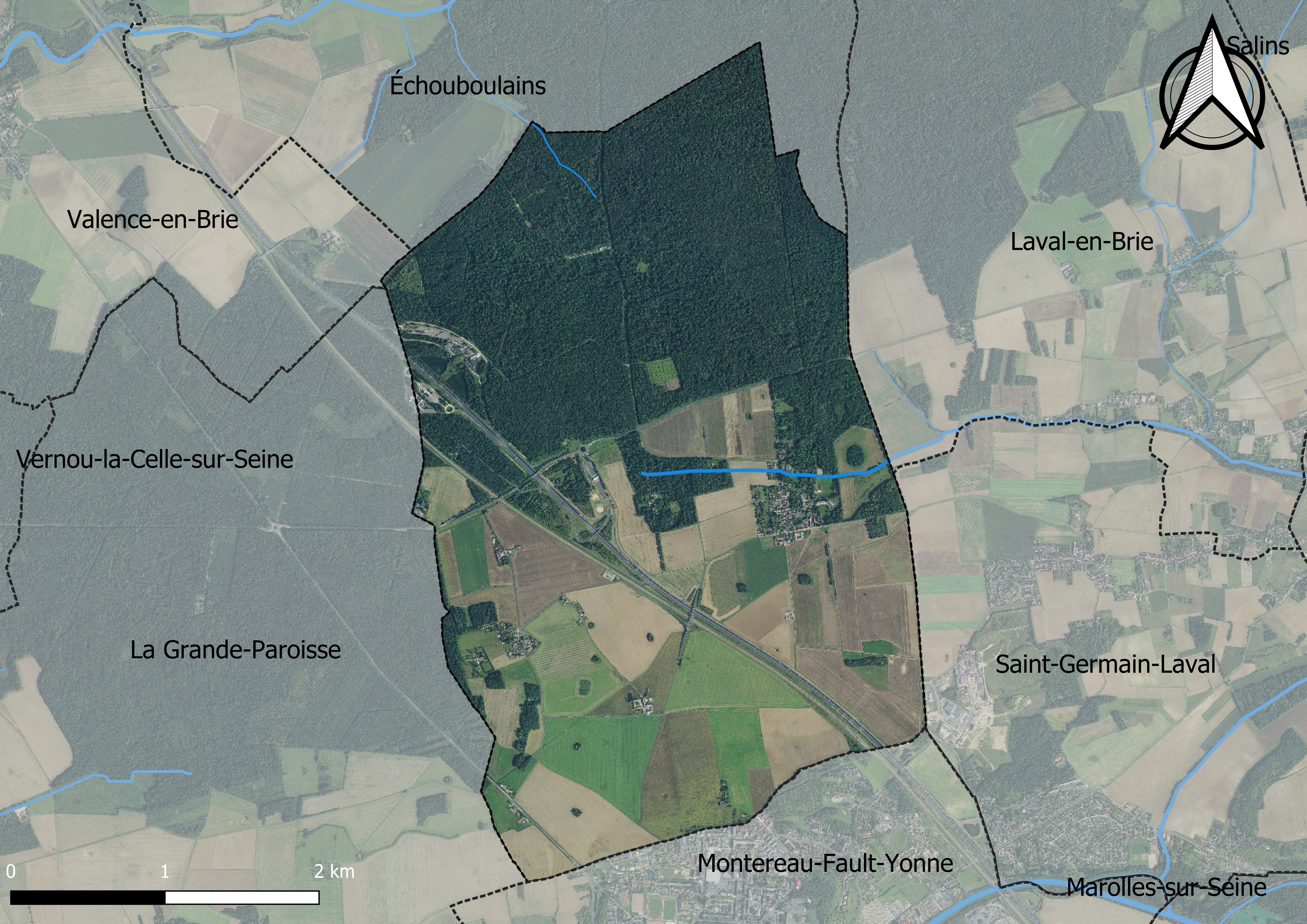
Carte orhophotogrammétrique de la commune.

### Planification
La loi SRU du 13 décembre 2000 a incité les communes à se regrouper au sein d’un établissement public, pour déterminer les partis d’aménagement de l’espace au sein d’un SCoT, un document d’orientation stratégique des politiques publiques à une grande échelle et à un horizon de 20 ans et s'imposant aux documents d'urbanisme locaux, les PLU (Plan local d'urbanisme). La commune est dans le territoire du SCOT Seine et Loing, dont le projet a été arrêté le 3 juillet 2019, porté par le syndicat mixte d’études et de programmation (SMEP) Seine et Loing rassemblant à la fois 44 communes et trois communautés de communes.
La commune disposait en 2019 d'un plan local d'urbanisme en révision. Le zonage réglementaire et le règlement associé peuvent être consultés sur le Géoportail de l'urbanisme.

### Logement
En 2017, le nombre total de logements dans la commune était de 170 dont 83,7 % de maisons et 13,4 % d'appartements.
Parmi ces logements, 88,6 % étaient des résidences principales, 2,2 % des résidences secondaires et 9,2 % des logements vacants.
La part des ménages fiscaux propriétaires de leur résidence principale s'élevait à 69,3 % contre 28,7 % de locataires dont, 3,3 % de logements HLM loués vides (logements sociaux) et, 2 % logés gratuitement.

### Voies de communication et transports

#### Transports
La commune est desservie par la ligne d'autocars du réseau de bus Pays de Montereau No F (Montereau-Fault-Yonne - Forges).

## Toponymie
Le nom de la localité est mentionné sous les formes J. de Forgiis en 1247 ; Forges en 1265 ; Parrochia Beate Marie de Forgiis en 1339 ; Forgie vers 1350 (Pouillé) ; Forges en la chastellenie de Monsteruel en fort d'Yonne en vers 1355 ; Forge en 1678.
Du mot latin Făbrĭca, « atelier d'artisan », à l'origine du mot « fabrique », a principalement désigné la forge.
Forges au cours du XIe siècle a eu une activité métallurgique importante comme l'atteste l'existence de nombreuses scories, résidus de la fusion du fer. C'est donc à cette activité que Forges doit son nom.

## Histoire
Pendant la guerre de 1870, 14 habitants de  Forges participeront au conflit.

## Politique et administration

### Liste des maires
| Période                                  | Période   | Identité       | Étiquette | Qualité                                                                            |
| ---------------------------------------- | --------- | -------------- | --------- | ---------------------------------------------------------------------------------- |
| Les données manquantes sont à compléter. |           |                |           |                                                                                    |
| février 1981                             | mars 2014 | Henri Lavaux   | S.E.      | Agriculteur                                                                        |
| mars 2014                                | En cours  | Romain Senoble | S.E.      | Directeur administratif et financier 1er Vice-président de la CC Pays de Montereau |

## Équipements et services

### Eau et assainissement
L’organisation de la distribution de l’eau potable, de la collecte et du traitement des eaux usées et pluviales relève des communes. La loi NOTRe de 2015 a accru le rôle des EPCI à fiscalité propre en leur transférant cette compétence. Ce transfert devait en principe être effectif au 1er janvier 2020, mais la loi Ferrand-Fesneau du 3 août 2018 a introduit la possibilité d’un report de ce transfert au 1er janvier 2026,.

#### Assainissement des eaux usées
En 2020, la gestion du service d'assainissement collectif de la commune de Forges est assurée par la communauté de communes Pays de Montereau (CCPM) pour la collecte, le transport et la dépollution. Ce service est géré en délégation par une entreprise privée, dont le contrat arrive à échéance le 31 décembre 2026,,.
L’assainissement non collectif (ANC) désigne les installations individuelles de traitement des eaux domestiques qui ne sont pas desservies par un réseau public de collecte des eaux usées et qui doivent en conséquence traiter elles-mêmes leurs eaux usées avant de les rejeter dans le milieu naturel. La communauté de communes Pays de Montereau (CCPM) assure pour le compte de la commune le service public d'assainissement non collectif (SPANC), qui a pour mission de vérifier la bonne exécution des travaux de réalisation et de réhabilitation, ainsi que le bon fonctionnement et l’entretien des installations. Cette prestation est déléguée à la SAUR, dont le contrat arrive à échéance le 31 décembre 2026,.

#### Eau potable
En 2020, l'alimentation en eau potable est assurée par la communauté de communes Pays de Montereau (CCPM) qui en a délégué la gestion à une entreprise privée, dont le contrat expire le 31 décembre 2026,.

## Population et société

### Démographie
C'est la commune de l'Île-de-France avec le plus fort taux de population comptée à part en 2009 selon l'Insee, avec 27% (150 personnes pour une population totale de 560 habitants). Ce taux s'explique par la présence de l'internat du groupe scolaire Assomption.

L'évolution du nombre d'habitants est connue à travers les recensements de la population effectués dans la commune depuis 1793. Pour les communes de moins de 10 000 habitants, une enquête de recensement portant sur toute la population est réalisée tous les cinq ans, les populations de référence des années intermédiaires étant quant à elles estimées par interpolation ou extrapolation. Pour la commune, le premier recensement exhaustif entrant dans le cadre du nouveau dispositif a été réalisé en 2008.

En 2022, la commune comptait 432 habitants, en évolution de +0,93 % par rapport à 2016 (Seine-et-Marne : +3,92 %, France hors Mayotte : +2,11 %).
| 1793 | 1800 | 1806 | 1821 | 1831 | 1836 | 1841 | 1846 | 1851 |
| ---- | ---- | ---- | ---- | ---- | ---- | ---- | ---- | ---- |
| 236  | 232  | 243  | 237  | 256  | 245  | 267  | 276  | 237  |

| 1856 | 1861 | 1866 | 1872 | 1876 | 1881 | 1886 | 1891 | 1896 |
| ---- | ---- | ---- | ---- | ---- | ---- | ---- | ---- | ---- |
| 260  | 256  | 249  | 235  | 229  | 260  | 279  | 285  | 313  |

| 1901 | 1906 | 1911 | 1921 | 1926 | 1931 | 1936 | 1946 | 1954 |
| ---- | ---- | ---- | ---- | ---- | ---- | ---- | ---- | ---- |
| 260  | 254  | 221  | 242  | 220  | 217  | 223  | 240  | 288  |

| 1962 | 1968 | 1975 | 1982 | 1990 | 1999 | 2006 | 2008 | 2013 |
| ---- | ---- | ---- | ---- | ---- | ---- | ---- | ---- | ---- |
| 240  | 211  | 262  | 271  | 286  | 345  | 402  | 409  | 423  |

| 2018 | 2022 | - | - | - | - | - | - | - |
| ---- | ---- | - | - | - | - | - | - | - |
| 408  | 432  | - | - | - | - | - | - | - |

### Manifestations culturelles et festivités
Vide-grenier à la Pentecôte.

## Économie

### Revenus de la population et fiscalité
En 2019, le nombre de ménages fiscaux de la commune était de 149, représentant 388 personnes et la  médiane du revenu disponible par unité de consommation  de 24 000 euros.

### Emploi
En 2018, le nombre total d’emplois dans la zone était de 56, occupant 174 actifs  résidants (dont 6,9 % dans la commune de résidence et 93,1 % dans une commune autre que la commune de résidence).
Le taux d'activité de la population (actifs ayant un emploi) âgée de 15 à 64 ans s'élevait à 66,8 % contre un taux de chômage de 9,7 %.
Les 23,6 % d’inactifs se répartissent de la façon suivante : 10,4 % d’étudiants et stagiaires non rémunérés, 7,3 % de retraités ou préretraités et 5,8 % pour les autres inactifs.

### Secteurs d'activité

#### Entreprises et commerces
Au 31 décembre 2019, le nombre d’unités légales et d’établissements (activités marchandes hors agriculture) par secteur d'activité était de 13 dont 1 dans l’industrie manufacturière, industries extractives et autres, 1 dans la construction, 6 dans le commerce de gros et de détail, transports, hébergement et restauration (dont bar-tabac et stations services), 1 dans l’Information et communication, 2 dans les activités spécialisées, scientifiques et techniques et activités de services administratifs et de soutien, 1 dans l’administration publique, enseignement, santé humaine et action sociale et 1 était relatif aux autres activités de services.
En 2020, 5 entreprises individuelles ont été créées sur le territoire de la commune.
Au 1er janvier 2021, la commune ne disposait pas d’hôtel et de terrain de camping.

#### Agriculture
Forges est dans la petite région agricole dénommée la « Brie humide » (ou Brie de Melun), une partie de la Brie à l'est de Melun. En 2010, l'orientation technico-économique de l'agriculture sur la commune est la culture de céréales et d'oléoprotéagineux (COP).
Si la productivité agricole de la Seine-et-Marne se situe dans le peloton de tête des départements français, le département enregistre un double phénomène de disparition des terres cultivables (près de 2 000 ha par an dans les années 1980, moins dans les années 2000) et de réduction d'environ 30 % du nombre d'agriculteurs dans les années 2010. Cette tendance n'est pas confirmée au niveau de la commune qui voit le nombre d'exploitations rester constant entre 1988 et 2010. Parallèlement, la taille de ces exploitations diminue, passant de 193 ha en 1988 à 182 ha en 2010.
Le tableau ci-dessous présente les principales caractéristiques des exploitations agricoles de Forges, observées sur une période de 22 ans : 
|                                      | 1988 | 2000 | 2010 |
| ------------------------------------ | ---- | ---- | ---- |
| Dimension économique,                |      |      |      |
| Nombre d’exploitations (u)           | 3    | 3    | 3    |
| Travail (UTA)                        | 9    | 4    | 4    |
| Surface agricole utilisée (ha)       | 578  | 541  | 545  |
| Cultures                             |      |      |      |
| Terres labourables (ha)              | 572  | 541  | 545  |
| Céréales (ha)                        | 395  | 407  | 357  |
| dont blé tendre (ha)                 | 261  | 311  | 230  |
| dont maïs-grain et maïs-semence (ha) | 134  |      |      |
| Tournesol (ha)                       | 109  |      | s    |
| Colza et navette (ha)                | 59   | s    | 107  |
| Élevage                              |      |      |      |
| Cheptel (UGBTA)                      | 9    | 0    | 0    |

## Culture locale et patrimoine

### Monuments et lieux remarquables
La commune compte deux monuments répertoriés à l'inventaire des monuments historiques (Base Mérimée) :
- Parc du château de Forges  Inscrit MH[57] ;
- Parc du château de Plessis  Inscrit MH[58].

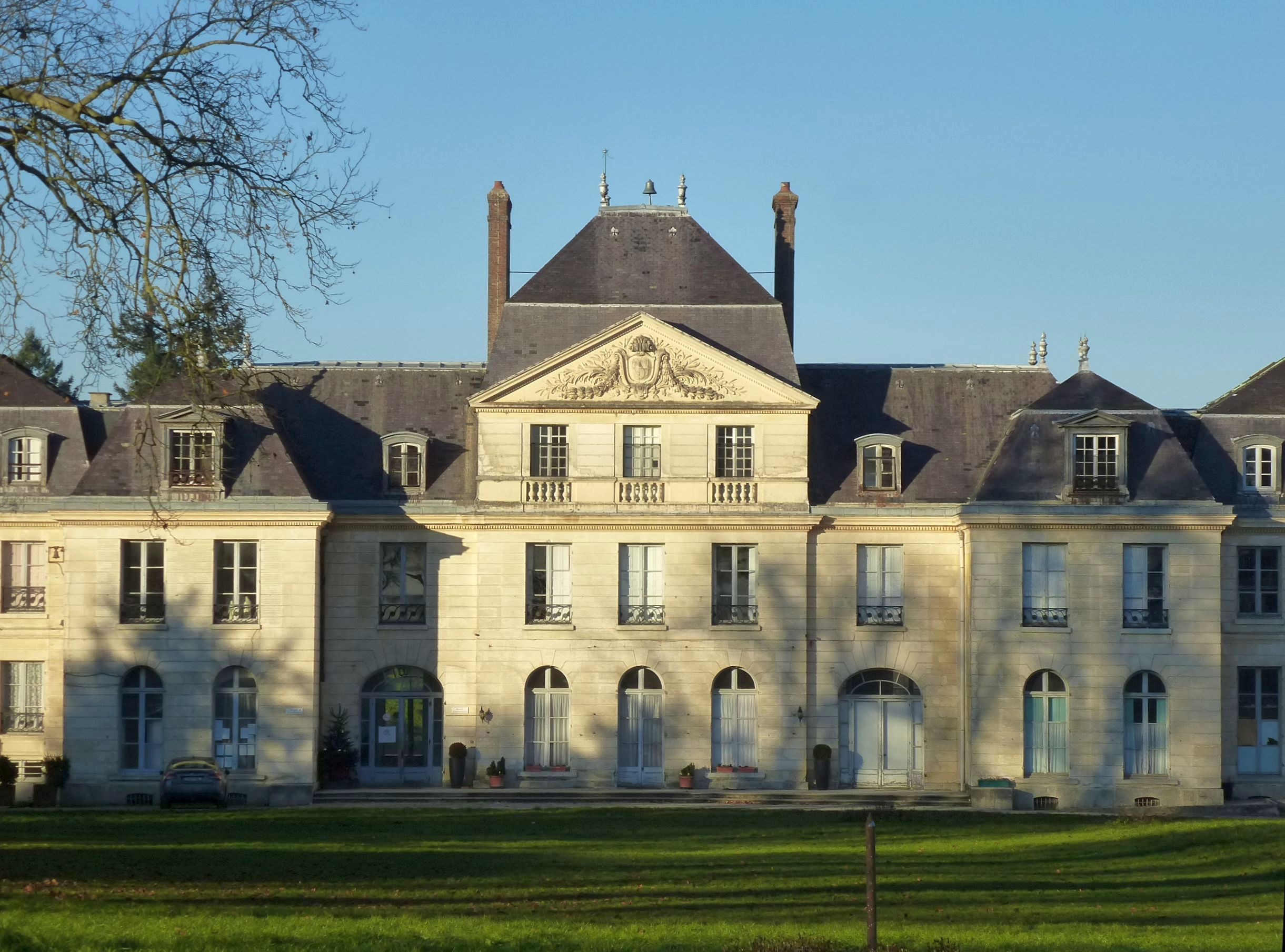
Le château de Forges.

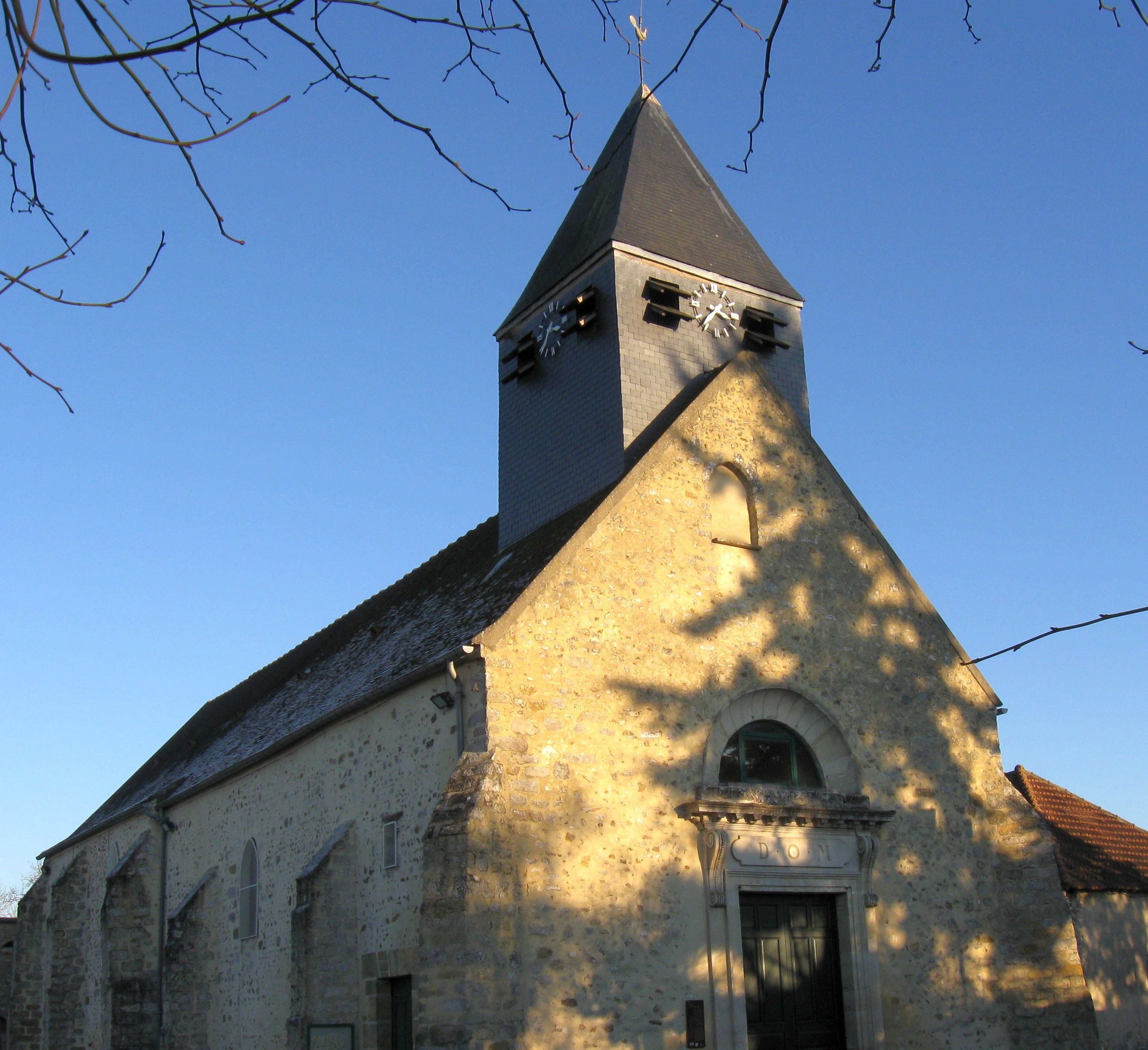
L'église Saint-Baudel.

### Autres lieux et monuments
- Le château de Forges, des XVIIIe et XIXe siècles, a été construit par l'architecte Pierre Desmaisons en 1778. Dans les années 1930, le château a appartenu à la famille Essig/Coffin ; il fut ensuite donné à une communauté religieuse et abritait, depuis le milieu du XXe siècle, un lycée privé d'enseignement général[59]. Depuis 2018, le château est le siège du Campus de la Transition, lieu d’enseignement, de recherche et d’expérimentation sur la transition écologique et sociale.
- L'église placée sous le vocable de saint Baudel, XIe siècle[60].
- La tour en maçonnerie de l'ancien château d'eau de Forges, XIXe siècle (un des plus anciens construits en Seine-et-Marne).
- « La Tuyauterie », vestiges d'une machine et d'un four destinés à fabriquer des tuyaux de drainage, XIXe siècle (assainissement de terres agricoles).
- La ferme de Mauperthuis.
- La ferme du Plat Buisson.
- La forêt de Saint-Martin.

### Personnalités liées à la commune
- Jules Guichard (1827-1896), homme politique et financier français de l'entourage de Ferdinand de Lesseps.

### Héraldique
| Blason de Forges | Blason  | Coupé : au 1er de gueules au chevron d'or accompagné de trois besants de même, au 2e d'azur à l'enclume d'argent surmontée de deux marteaux du même posés en chevron et accostés de deux fleurs de lis d'or. |
| Blason de Forges | Détails | Adopté le 31 janvier 2017. |